# Phintella macrops
Phintella macrops är en spindelart som först beskrevs av Simon 1901.  Phintella macrops ingår i släktet Phintella och familjen hoppspindlar. Inga underarter finns listade i Catalogue of Life.